# Багриново (Орловская область)
Багриново — село в Болховском районе Орловской области. Входит в состав Багриновского сельского поселения.
Расположена примерно в 2 км к северо-западу от большого села Фатнево.